# 旭川市民文化会館
旭川市民文化会館（あさひかわしみんぶんかかいかん）は、北海道旭川市にある、コンサートホールを有する文化施設。基本設計者は天野太郎、実施設計は石本建築事務所。

## 概要
1975年（昭和50年）開館。元々は旭川市立中央小学校（1970年（昭和45年）9月閉校）があった場所だが、中央小が学校統合で旭川市立知新小学校となり移転し、その跡地に建設された。
旭川市民文化会館条例に基づいて旭川市民文化会館運営審議会が発足し、運営などに関して教育委員会の諮問に応じている。1997年（平成9年）より自主制作事業として『こども芸術劇場』を開催している。
開館後40年以上経過しているため施設の老朽化が進んでおり、2016年には同じく老朽化が進んでいて隣接している旭川市庁舎（旭川市役所）との一体的な敷地利用で建替えする計画が明らかにされたが、市議会等の反発を受け建替計画は事実上撤回され、当面は現施設を補修しながら利用を継続することになった。
2021年12月4日、小ホールの緞帳が落下。原因は緞帳を吊るす紐が経年劣化により切れたためで、点検の結果大ホールの緞帳にも落下の危険性があるとされ、同年12月9日より大ホールが一時使用停止となった。このように老朽化による運営への支障が現れる事態となったほか、耐震性が不足している問題なども浮上したため、旭川市では2022年より有識者による検討会を開き今後の方向性を検討し、翌年に「代替施設の新設」を主軸とした案を公表した。なお新施設については、現在の施設の建替以外にも、市内の別の場所への移転なども考慮するとしている。

## 施設
- 大ホール
  - 1,546席（オーケストラピット使用時は1,406席）、車いす席2席
  - 舞台（間口20.0 m、奥行18.4 m、高さ9.0 m）
- 小ホール
  - 318席
  - 舞台（間口10.0 m、奥行8.8 m、高さ6.0 m）
- 展示室（598.47 m2）
- 第1楽屋（定員20名 65.37 m2）、第2楽屋（定員4名 30.97 m2）、第3楽屋（定員10名 30.23 m2）、第4楽屋（定員10名 44.72 m2）、第5楽屋（定員10名 35 m2）、第6楽屋（定員5名 15 m2）、第7楽屋（定員20名 64 m2）
- 大会議室（定員198名 282 m2）
- 第1会議室（定員18名 34 m2）、第2会議室（定員80名 128 m2）、第3会議室（定員30名 65 m2）、第4会議室（定員10名 72 m2）、第5会議室（定員30名 65 m2）
- リハーサル室（135.16 m2）
- 和室1（定員40名 47 m2）、和室2（舞台 39.74 m2）

## 参考資料
- “旭川市民文化会館条例”. 旭川市例規類集.   旭川市. 2016年6月29日閲覧。